# Хугбрехт фон Байхлинген
Хугбрехт/Хупрехт фон Байхлинген (на немски: Hugbrecht/Huprecht von Beichlingen; † 1549, убит) е граф на Байхлинген в Тюрингия.

## Произход
Той е син на граф Адам фон Байхлинген (1460 – 1538) и втората му съпруга ландграфиня Катарина фон Хесен (1495 – 1525), дъщеря на Вилхелм I фон Хесен, ландграф на Хесен, и принцеса Анна фон Брауншвайг-Волфенбютел. Фамилията му живее в замък Крайенбург и в дворец Гебезе.
Брат е на бездетните Йохан (каноник в Кьолн, † 1543), Кристоф († 1557), Лудвиг Албрехт († 1557), граф на Байхлинген, Карл († сл. 1547) и Бартоломеус Фридрих (домхер в Кьолн и Халберщат, † 1567), който е последният граф от рода на графовете на Байхлинген. По-малък полубрат е на Филип Вилхелм фон Байхлинген († 1553, убит в битка), и на Анна фон Байхлинген († 1571), омъжена (1515) за Хайнрих XIV фон Гера († 1538).
Хупрехт фон Байхлинген е убит през 1549 г.

## Фамилия
Първи брак: на 9 юли 1535 г. с Антоанета де Ньофшател (* ок. 1500; † 29 октомври 1544), вдовица на Филип фон Залм-Даун (* 8 септември 1492; † 27 август 1521), дъщеря на Фердинанд/Фернандо дьо Ньофшател († 1520/1522) и втората му съпруга Клод дьо Верги († 1521). Бракът е бездетен.
Втори брак: през 1545 г. с бургграфиня Магдалена фон Кирхберг, дъщеря на бургграф Зигмунд I фон Кирхберг († 1567) и първата му съпруга Маргарета Ройс († 1522) или втората му съпруга Лудмила Шенк фон Таутенбург († 1560/сл. 1561). Те нямат деца.
Вдовицата му Магдалена фон Кирхберг се омъжва втори път за фон дер Хайде.

## Галерия
- Дворец Байхлинген (2006)
- Замък Крайенбург (1516 – 1567), последната резиденция на графовете на Байхлинген
- Дворец Гебезе,
 ок. 1860